# Nala (El rey león)
Nala es una leona, uno de los personajes principales de la saga   animada de Walt Disney, El rey león. Nala significa "regalo" en Suajili. Su personaje parece estar basado en Ofelia, de la tragedia shakespiriana Hamlet, en la cual está basada la cinta.

## Apariciones

### El rey león
Nala es la hija de Sarafina. Su primera aparición en la película, la hace como una pequeña cachorra dormida junto a su madre.
Su mejor amigo es Simba, el único hijo del rey Mufasa y la reina Sarabi. El pequeño príncipe aparece y le pregunta a Sarabi y Sarafina sí ellos pueden ir al manantial. Sin saberlo las leonas, Simba había sido tentado por su tío Scar para ir al Cementerio de Elefantes, y quería que Nala fuera con él. A ellos se les permite ir, pero no sin ser acompañados por Zazú, el mayordomo real bucerotidae. En medio del camino, los cachorros consiguen perder a Zazú. Entonces, los dos amigos luchan juguetonamente, y Nala vence a Simba. Después de que ella lo deja levantarse, Simba salta sobre ella otra vez y ellos giran mientras caen de una colina y él es vencido por ella una vez más. Después, ellos descubren que han caído en el Cementerio de Elefantes. Allí, ellos son perseguidos por las tres hienas sirvientes de Scar, Shenzi, Banzai y Ed, pero cuando Simba y Nala estaban acorralados, el valiente y poderoso Mufasa hace su aparición y vence a las tres hienas con suma facilidad.
Al día siguiente, Scar y las hienas crean una estampida de ñus en la que Mufasa es asesinado por su propio hermano. Scar hace que Simba crea que él tuvo la culpa de la muerte de su padre, y le dice al que huya. Simba le hace caso y su traidor y manipulador tío toma el trono. Scar no sabe cómo llevar un buen manejo de las praderas y a falta de comida y agua los animales abandonan el reino. Enojada por esto, Nala huye de las Tierras del Reino para buscar ayuda. Ella encuentra a un facóquero, Pumba, e intenta cazarlo, pero un león adulto llega y pelea con ella. Después de una larga y feroz pelea, Nala lo tira al suelo. El león es Simba, y él inmediatamente reconoce a Nala. Ellos se alegran de verse Simba secretamente cargando con un agonizante malentendido de que mató a su padre, niega tomar su responsabilidad y regresar a las Tierras del Reino con Nala o explicar sus razones, esto causa que Nala se enfade con él, por lo cual tienen una discusión.
Simba decide reclamar su trono después de un encuentro con Rafiki y el espíritu de su padre. Nala, Timón y Pumba van con Simba para ayudarle en su difícil tarea. Cuando Scar fuerza a Simba a revelar que él (como así le había hecho creer) es responsable de la muerte de Mufasa, Nala no lo entiende como el resto de la manada. Cuando Scar está a punto de asesinar a su sobrino, le confiesa que fue él quién mató a Mufasa y Simba rápidamente fuerza al villano a decir la verdad. Una intensa batalla con las hienas comienza con Nala liderando a las leonas mientras Simba pelea con Scar. Simba es capaz de derrotar a su tío al lanzarlo desde un precipicio, y las hienas enojadas por haber sido traicionadas por Scar lo devoran. Simba y Nala son nombrados rey y reina. Pasa el tiempo y la paz, el agua y el alimento hacen que los animales vuelvan a las Tierras del Reino. Al final de la película vemos cómo Rafiki muestra desde lo alto de la Roca del Rey al hijo de Simba y Nala, llamado Kopa; del cual narran en un libro publicado por Disney, la vida del cachorro aunque no está confirmado su paradero ya que el creador de la película rechazo al personaje. Después de eso, Nala y Simba tienen una hija llamada Kiara.

### The Lion King II: Simba's Pride
Nala tiene un rol secundario en esta secuela. En El rey león II, Nala visiblemente es más vieja; su estructura corporal es más gruesa y larga. Su carácter también es diferente después de convertirse en reina - ella es mucho más calmada, apacible y maternal, en contraste de la feroz, y valiente joven Nala de la primera película.
Simba y Nala ahora tienen una juguetona y traviesa hija llamada  Kiara. Nala intenta hacer que Simba entienda que su hija está a salvo, y ella cree que Simba es algo paranoíco, pero esto es solo porque Simba ama a Kiara y no soportaría perderla.
Primero, Nala junto a Simba  viendo orgullosamente a Kiara siendo presentada a los animales por Rafiki. Nala aparece más en la primera escena, en la cual ella le dice a Kiara que haga caso a su padre. Entonces, ella tiene una discusión con Simba y se le tira encima cariñosamente. Sin embargo, Simba ignora el consejo de su esposa, y envía a Timón y a Pumba a seguir a Kiara, a pesar de que le prometió a Nala que no lo haría. Ella después aparece cuando Simba va a rescatar a Kiara de las Lejanías.
Cuando Kiara es una adulta joven y va a ir a su primera cacería sola, Nala baja de la línea de leonas para sentarse junto a Simba. Luego abraza y alienta a Kiara, quién le pide a Simba que le prometa que le dejará hacerlo por sí sola. Nala le dio a Simba una mirada de advertencia juguetona cuando él la vio, y lo hace prometerlo. 
Después, ella aparece cuando Kiara es rescatada por Kovu, y le recuerda a Simba que Kovu salvó la vida de Kiara. Ella está presente en esa noche cuando Simba tiene una pesadilla, pero está dormida.
Cuando Kiara y Kovu pasan tiempo juntos en la pradera en la siguiente noche, ella encuentra a Simba en una colina desesperadamente pidiendo consejo a su padre. Ella consuela a Simba, haciéndolo ver lo bueno en Kovu que Simba no podía ver por la conexión de Kovu con Scar.
Nala está presente en la batalla final, donde ella pelea con Vitani, y después le da direcciones a Simba para rescatar a Kiara, quién está en peligro de caer en el río. Una vez que la paz se restaurada en las Tierras del Reino, ella vuelve a la Roca del Rey y ruge junto con toda la manada.

### El rey león 3: Hakuna Matata
Nala tiene un visible papel pequeño. Ella aparece en escenas durante la secuencia de la canción "Can You Feel the Love Tonight" y en una extensión de la escena de la película original en donde ella le explica a Timón y a Pumba porque Simba vuelve a las Tierras del Reino.